# Rockin' Chair
Rockin' Chair è una canzone popolare, divenuta uno standard jazz, musicata nel 1929 da Hoagy Carmichael.
Hoagy Carmichael aveva registrato due versioni del brano, una versione per la Victor Records il 19 febbraio del 1929 ed il 15 settembre 1930 una seconda versione con la partecipazione di Bix Beiderbecke alla cornetta. Louis Armstrong ne realizzò una versione insieme a Carmichael il 13 dicembre 1929 agli Okeh studios. 

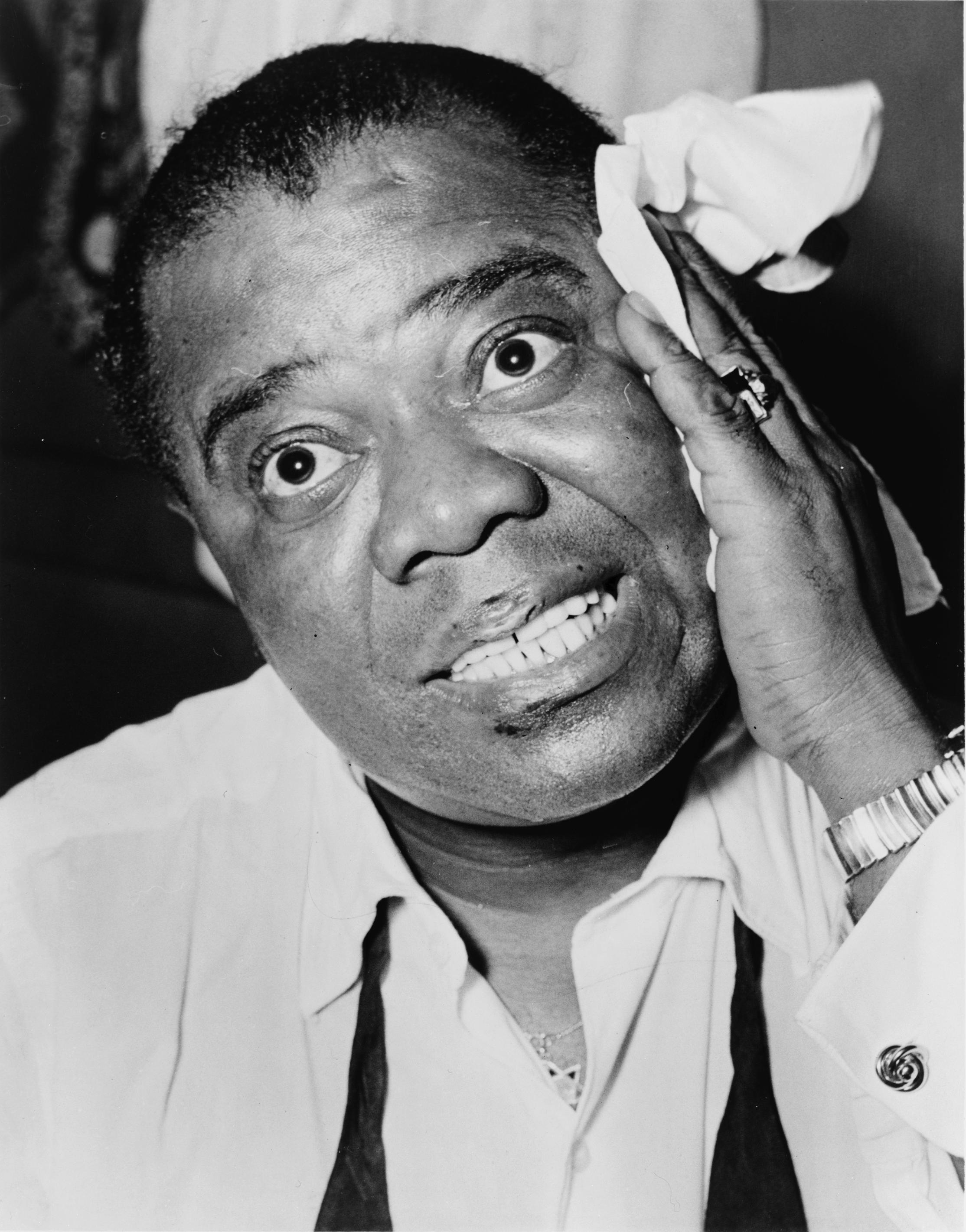
Louis Armstrong

## Esecuzioni notevoli
- Fats Waller -  Piano Solos 1929-1941  (1977)
- Jack Teagarden & Louis Armstrong (1935)
- Louis Armstrong & Luis Russell